# عشب بحري

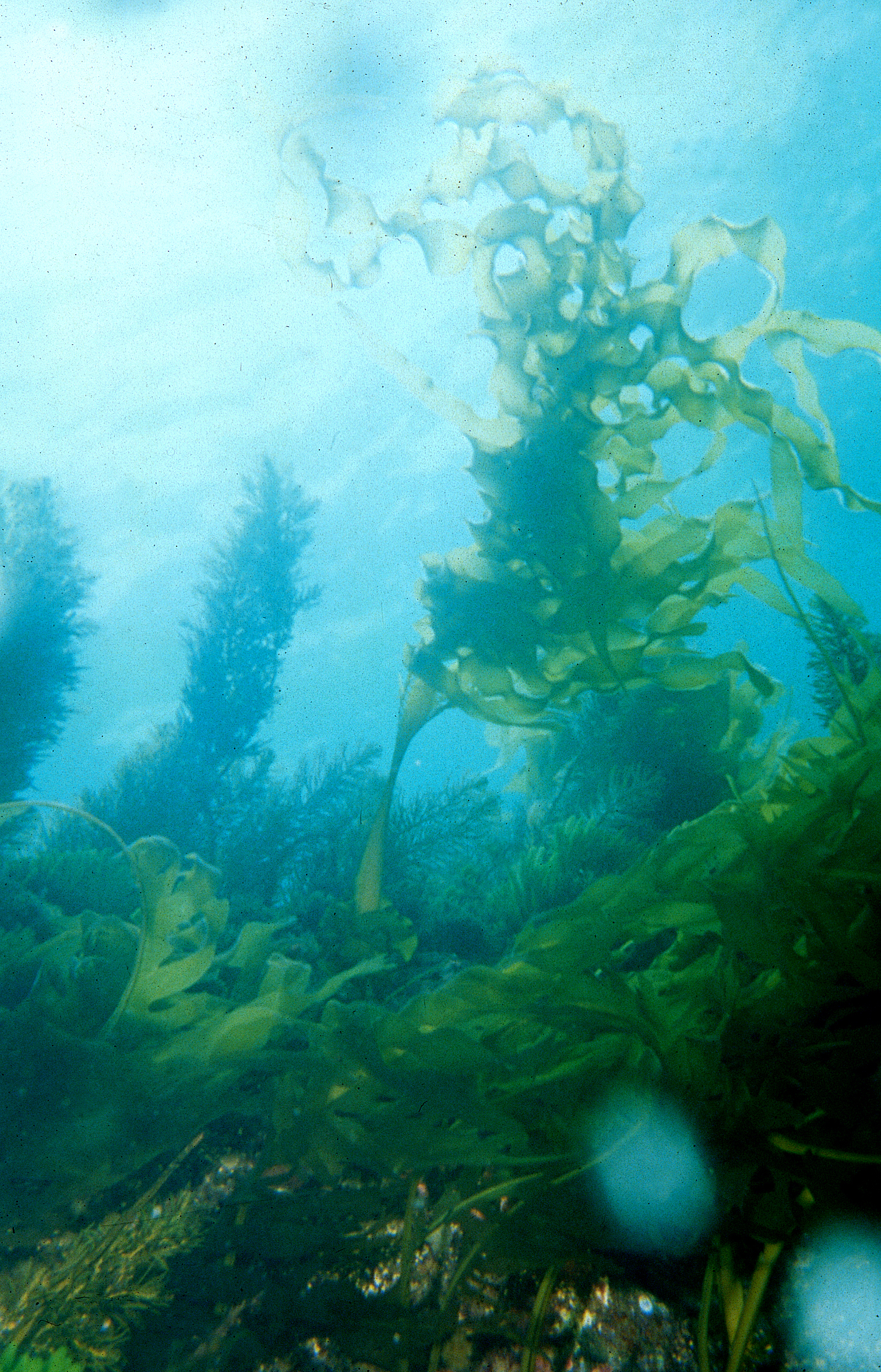
عشب بحري نوع واكامي

تُطلَق تسمية العشب البحري أو الطحالب الكبيرة على أنواع عديدة من الطحالب البحرية عديدة الخلايا التي تُرى بالعين المجردة. تنطوي التسمية الاصطلاحية على بعض أنواع الطحالب الكبيرة التي تنتمي إلى الطحالب الحمراء والطحالب البنية والطحالب الخضراء. تُقدم أنواع الأعشاب البحرية مثل طحالب الكِلَب أو اللاميناريات بيئة حضانة للأسماك والأنواع البحرية الأخرى وتحمي بذلك الموارد الغذائية، بينما تلعب الأنواع الأخرى مثل العوالق الطحلبية دورًا رئيسيًا في التقاط الكربون، وتنتج ما يصل إلى 90% من أكسجين الكرة الأرضية. يوفِّر فهم هذه الأدوار مبادئ للحفظ والاستخدام المستدام. يدمر التجريف الميكانيكي لطحالب الكِلب مجتمعات الأسماك المعتمدة عليها. إرتبطت الأعشاب البحرية بالكثير من الأطباق الآسيوية التقليدية، بسبب احتوائها على كميات عالية من المعادن مثل (الحساء - السوشى - السلطات). تعرف الأعشاب البحرية بالدلسى في بلدان شمال أوروبا ويستخدم مع التوابل، والوجبات الخفيفة.

## التصنيف
لا يوجد تعريف رسمي للأعشاب البحرية. تنتمي بشكل عام إلى عدة مجموعات من الطحالب عديدة الخلايا: الحمراء والبنية والخضراء، ولا يوجد لها سلف مشترك عديد الخلايا، وتشكل مجموعة متعددة العرق. تُعتبر بعض أنواع الطحالب الخضراء المزرقة في بعض الأحيان أعشابًا بحرية.

## شكله
الأنواع الراقية فلها قاعدة قرصية الشكل، والأوراق شريطية خضر أو بنية أو حمر، وبعض الأعشاب البحرية تنمو على عمق 45 مترا وبعض الأنواع الحمر تؤكل وخاصة في الشرق ويستخرج منها الآجار للتجارة. وبعض الأعشاب البحرية ضخمة جدا تطفو بكميات هائلة على سطح الماء وقد تعرقل الملاحة مثل سارجاسم.

## تكوينه
يحتوي الجاف من أعشاب البحر في المتوسط وبالتقريب (60-80 %) من المواد العضوية و (1-1.5 %) من النيتروجين و (2-10%) من البوتاسيوم ويستلزم غسل الأعشاب من أملاح البحر العالقة بها قبل تخميرها بطريق الكمبوست أو استعمالها فرشة للمواشي.ولرماد الأعشاب فائدة صناعية.

## التشريح
تشبه الأعشاب البحرية النباتات الأرضية العشبية من الناحية الشكلية. تتضمن من الناحية التشريحية:
- الثالوس: الجسم الطحلبي
- النصل: تركيب مسطح يشبه الورقة إلى حد ما
- الكيس البوغي: كتلة بوغية
- الكيس الهوائي: عضو مساعد على الطفو يوجد على النصل
- العوامة: عضو مساعد على الطفو يقع بين النصل والعنق
- العنق: تركيب مشابه للساق، وقد يكون غائبًا
- المثبِّت: تركيب قاعدي يساعد في التثبت على الأسطح
- أشباه الجذور: استطالات إصبعية الشكل توجد على المثبت وتتعلق بسطح القاع.

يعرف العنق والنصل مجتمعان باسم السعفة.

## البيئة
هناك متطلبان بيئيان أساسيان لبيئة الأعشاب البحرية وهما ماء البحر (أو الماء الضارب إلى الملوحة على أقل تقدير) والضوء الكافي لحدوث عملية التمثيل الضوئي. من الاحتياجات المشتركة الأخرى هو نقطة التعلق، على الرغم من وجود بعض الأنواع التي تطفو بشكل حر والتي تنتمي إلى الأجناس مثل السرجس والغراسيلاريا. عادة ما تنتشر الأعشاب البحرية في النطاق الشاطئي (المياه القريبة من الشاطئ) ويشيع وجودها في ذلك النطاق في الشواطئ الصخرية أكثر من الشواطئ الرملية أو الحصوية.
تشغل الأعشاب البحرية العديد من المواطن البيئية. قد توجد طافية على سطح الماء، بينما توجد بعض الأنواع متعلقة بالأسطح على عمق عدة أمتار. قد تمتد مستعمرات الأعشاب البحرية الشاطئية إلى عدة أميال في البحر. تعيش بعض أنواع الطحالب الحمراء في المناطق الأكثر عمقًا بالنسبة لأنواع الأعشاب البحرية الأخرى.
تتكيف بعض الأنواع الأخرى للعيش في البحيرات الصخرية التي تتشكل نتيجة المد. يجب أن تتحمل الأعشاب البحرية في تلك المواطن التغيرات السريعة في درجة الحرارة والملوحة والجفاف العرضي.

## فوائد الأعشاب البحرية
الأعشاب البحرية تعتبر مصدر غني من المغذيات السكريات، الأحماض الدهنية، وتدخل في الكثير من الأطعمة الساحلية، لذلك لديها الكثير من الفوائد الصحية مثل:(فقدان الوزن - توفير الفيتامينات للجسم - الهضم السليم...... إلخ). بعض هذه الفوائد:
1. الأهمية الغذائية للأعشاب البحرية: تحتوي الأعشاب على قائمة طويلة من المعادن الأساسية والفيتامينات مثل (الكالسيوم - اليود - الحديد - المغنيسيوم -فيتامين B - فيتامين k).
2. يحسن وظيفة الغدة الدرقية: حيث يعتبر غذاء مفيد ومثالي للذين يعانون من قصور الغدة الدرقية، لأنه يساعد على تحقيق التوازن وتنظيم وظيفة الغدة الدرقية حيث يحتوي على السيلينيوم - اليود.
3. تنظيم الهرمونات: بعض أصناف الأعشاب البحرية تحتوي على فيتامين k مثل:(اكامى - نورى - كومبو bladderwracky) التي تساعد على تحقيق التوازن بين الهرمونات. يساعد الغدة الكظرية لتعمل بشكل صحيح في الجسم، لأن بعض الأعشاب تحتوي على فيتامين k . ويساعد أيضا على تقليل الإصابة بسرطان الثدي .
4. يساعد في تخفيف الوزن: المعادن الموجودة في الأعشاب البحرية مثل اليود يساعد على تشكيل نوع معين من البروتين الذي يساعد على كسر الدهون وتحفيز الغدة الدرقية المسئولة على التوازن الغذائي الجيد، لذلك تعمل الأعشاب على فقدان الوزن ويعوق تراكم السيلوليت.
5. صحة الجهاز الهضمي: تحتوي بعض الأعشاب البحرية مثل عشب البحر على كميات كبيرة من الألياف الطبيعية التي تعزز صحة الجهاز الهضمي، وتساعد على الحد من الدهون، حيث إن الجسم يحصل على الألياف والبروتين، لذلك يشعر الشخص بالشبع لفترة طويلة. وأيضا تساعد الأعشاب البحرية في علاج الإمساك.
6. يحسن الخصوبة: تعمل بعض خضروات البحر والأعشاب البحرية على توفير عناصر غذائية مهمة تعزز الخصوبة عند الذكور والإناث مثل:(اليود - الزنك - المغنيسيوم - السيلينيوم).
7. أهمية الأعشاب البحرية بالنسبة للقلب: أثبتت الدراسات أن  الألياف تساعد على تقليل مستوى ضغط الدم، وعدم التعرض لمشاكل القلب والأوعية الدموية.يساعد حامض الفوليك الموجود في الأعشاب البحرية على منع تراكم الحمض الأميني للحد من الأمراض القلبية ، لان الأحماض الأمينية قد تكون سببا في السكتة الدماغية أمراض القلب.
8. تساعد الأعشاب البحرية على مكافحة الشيخوخة: تحتوي الأعشاب على انزيمات، وفيتامينات التي يمكنها تجديد وشفاء الجلد، وهذا يحدث عن طريق تجديد نشاط الأنسجة في الجلد. وأيضا قد يكون هذا سببا في الجلد الساحر للشعب الياباني. يمكن للأعشاب البحرية أن تجعل البشرة تبدو أصغر سنا.
9. علاج الأكزيما والوردية وبعض أنواع البشرة الحساسة: تحتوي الأعشاب البحرية على فيتامينات مثل (B3- B6 B2 - B12 - B1)، والتي تكون مفيدة لعلاج الجلد، والحد من الالتهابات والحساسية. وأيضا تعمل الأعشاب البحرية على تقليل الاحمرار وتقليل التهيج المفرط.
10. الأعشاب البحرية مفيدة في علاج بعض الأمراض مثل (ازالة السموم - تطوير الدماغ - وقاية الجسم من هشاشة العظام - منع الإصابة بتضخم الغدة الدرقية - تسهيل عملية الهضم - توازن عمل الغدد).[4]

## أنواع الأعشاب البحرية
الاعشاب البحرية أو الطحالب البحرية لا تعتبر على نباتات على الإطلاق، لانها لا تحتوي على بذور أو جذور تنقسم الطحالب البحرية إلى ثلاثة مجموعات:
- ثلاثة مجموعات:
- الطحالب البنية (phaeaphyta): تعتبر أكبر نوع من الأعشاب البحرية، والتي تعني «نباتات داكن»، الطحالب البنية موجودة في المياه المعتدلة أو في القطب الشمالي. يكون للطحالب البنية «مسند» لكي يستند الطحالب على السطح. هناك نوع واحد من الطحالب البنية يشكل الغابات عشب البحر العملاقة بالقرب من معطف كاليفورنيا، واحيانا يعتبر طبقة عائمة في بحر سارجاسو.أمثلة الطحالب البنية: عشب البحر.
- الطحالب الخضراء (chlorophyta): هناك أنواع كثيرة من الطحالب الخضراء التي قد تزيد عن 4000 نوع. نعثر على هذا النوع في الموائل البحرية، المياه العذبة، التربة الرطبة. تاتي هذه الطحالب في ثلاثة أشكال (أحادية الخلية -مستعمرة - متعددة الخلايا). امثلة على الطحالب الخضراء: الخس البحري الذي يوجد احيانا في أحواض المد والجزر، (codiumsp) يطلق على هذا النوع أصابع الرجل الميت.

- الطحالب الحمراء (Rhodophyta): هناك الكثير من أنواع الطحالب الحمراء التي قد تزيد إلى 6000 نوع، وهذا بسبب لونها الرائع الذي يستخدم كصبغة حمراء.يمكن ان تعيش هذه الطحالب في الأعماق لانها تمتص الضوء الازرق. ان الطحالب المرجانية هي عبارة عن مجموعة فرعية من الطحالب الحمراء. تستخدم الطحالب الحمراء في المطبخ الآسيوي. أمثلة الطحالب الحمراء: الطحالب الإيرلندية، الطحالب المرجانية.

وهنالك نوع احيانا يعتبر نوع من الأعشاب البحرية يسمى الطحالب الزرقاء (cyanobacteria).

## الاستخدامات

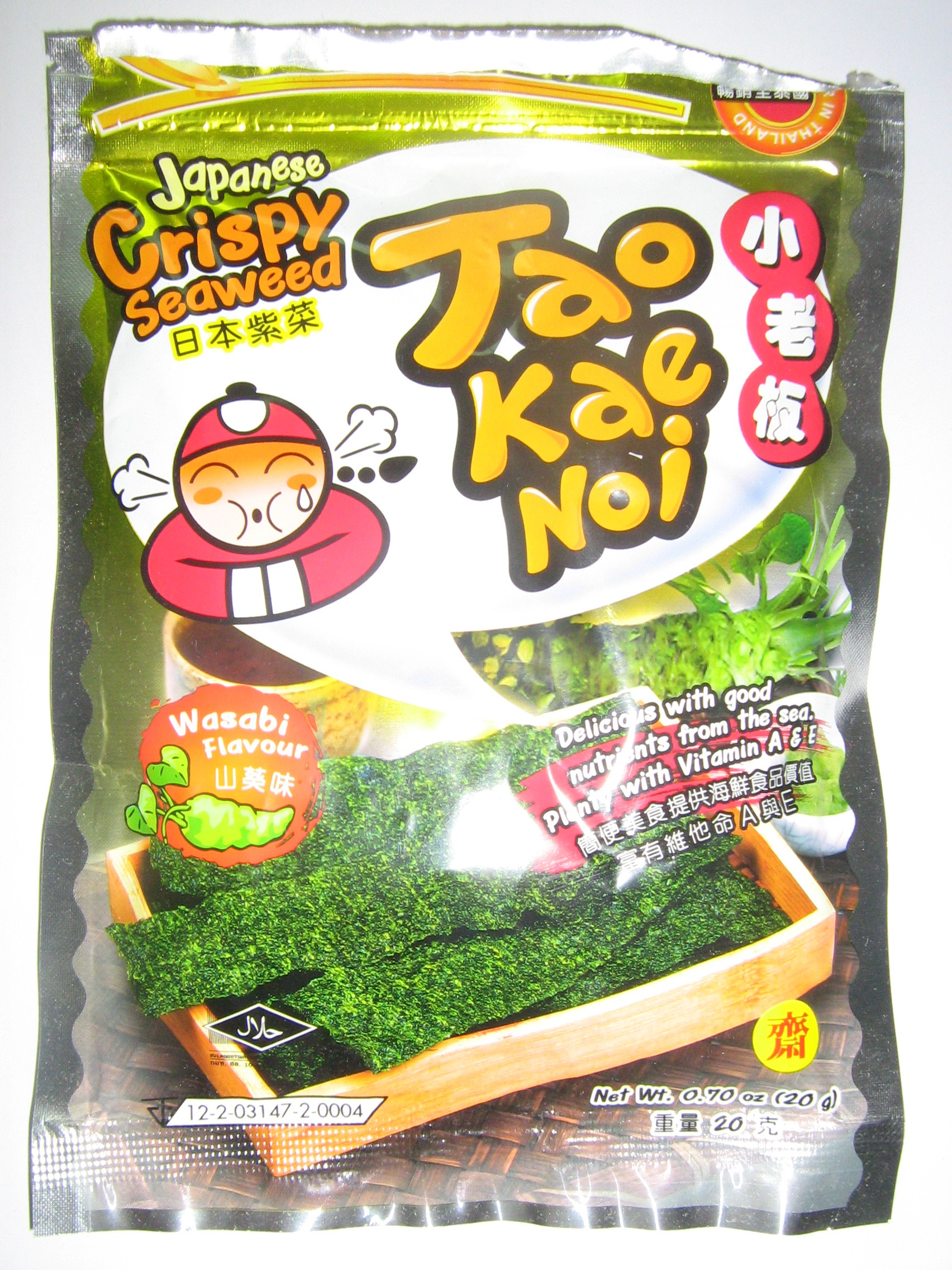
كيس تاو كاي نوي، أحد المنتجات المصنوعة من الأعشاب البحرية

للأعشاب البحرية استخدامات متنوعة، وتُزرع من أجل ذلك أو تُجمع.

### الطعام
تُستهلك الأعشاب البحرية حول العالم وبشكل رئيسي في شرق آسيا مثل: اليابان والصين وكوريا وتايوان، وفي جنوب شرق آسيا مثل بروناي وسنغافورة وتايلاند وبورما وكمبوديا وفيتنام وإندونيسيا والفيلبين وماليزيا، وفي جنوب أفريقيا وبليز وبيرو وتشيلي وفي المقاطعات البحرية في كندا وإسكندنافيا وجنوب غرب إنجلترا وأيرلندا وويلز وهاواي وكاليفورنيا واسكتلندا.
تُستخدم صفائح مجففة من البورفيرا لإعداد الحساء أو السوشي أو الأونيجيري (كرات الأرز) وتعرف باسم، جيم في كوريا، ونوري في اليابان، وزيكاي في الصين. يُستخدَم الطحلب الإيرلندي على شكل إضافات غذائية، بالإضافة إلى الأعشاب البحرية كابافيكوس والطحالب الحمراء التابعة لرتبة الجيغارتيناليات. تُستخدَم البورفيرا في ويلز لتحضير خبز أعشاب البحر (مع طحين الشوفان أحيانًا). تخلط الأعشاب البحرية في شمال بليز مع الحليب وجوزة الطيب والقرفة والفانيلا لإعداد الحلوى التي تُسمَى (دولسي).

## معرض صور

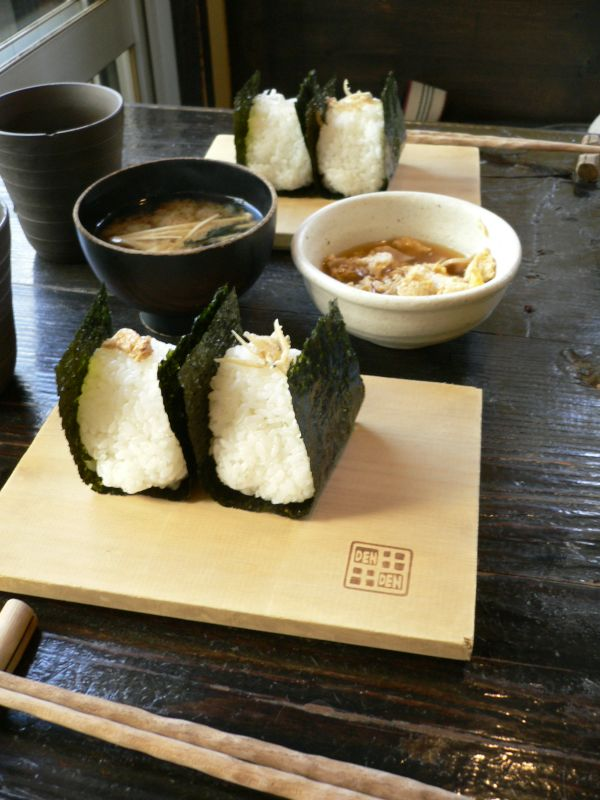
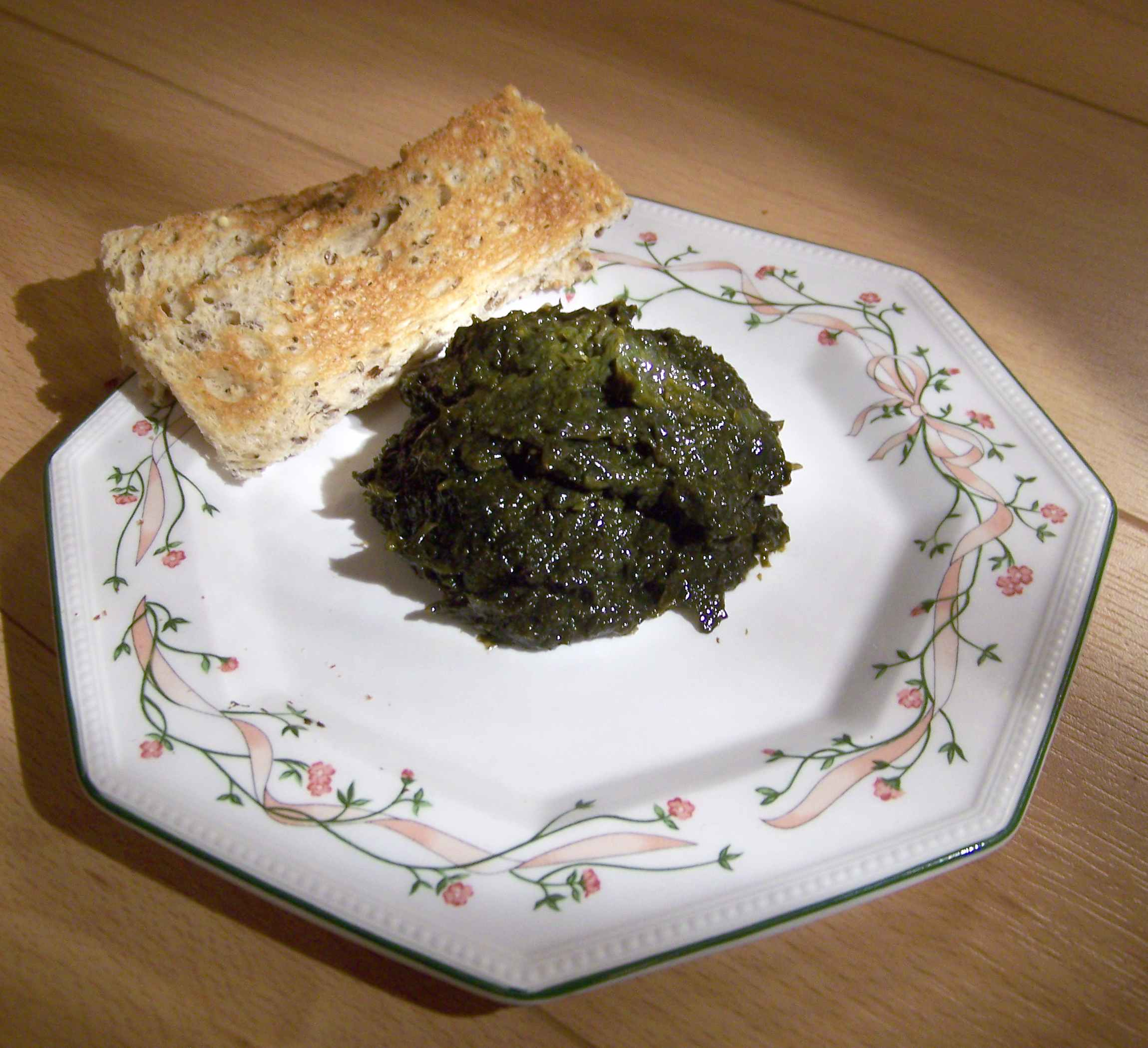
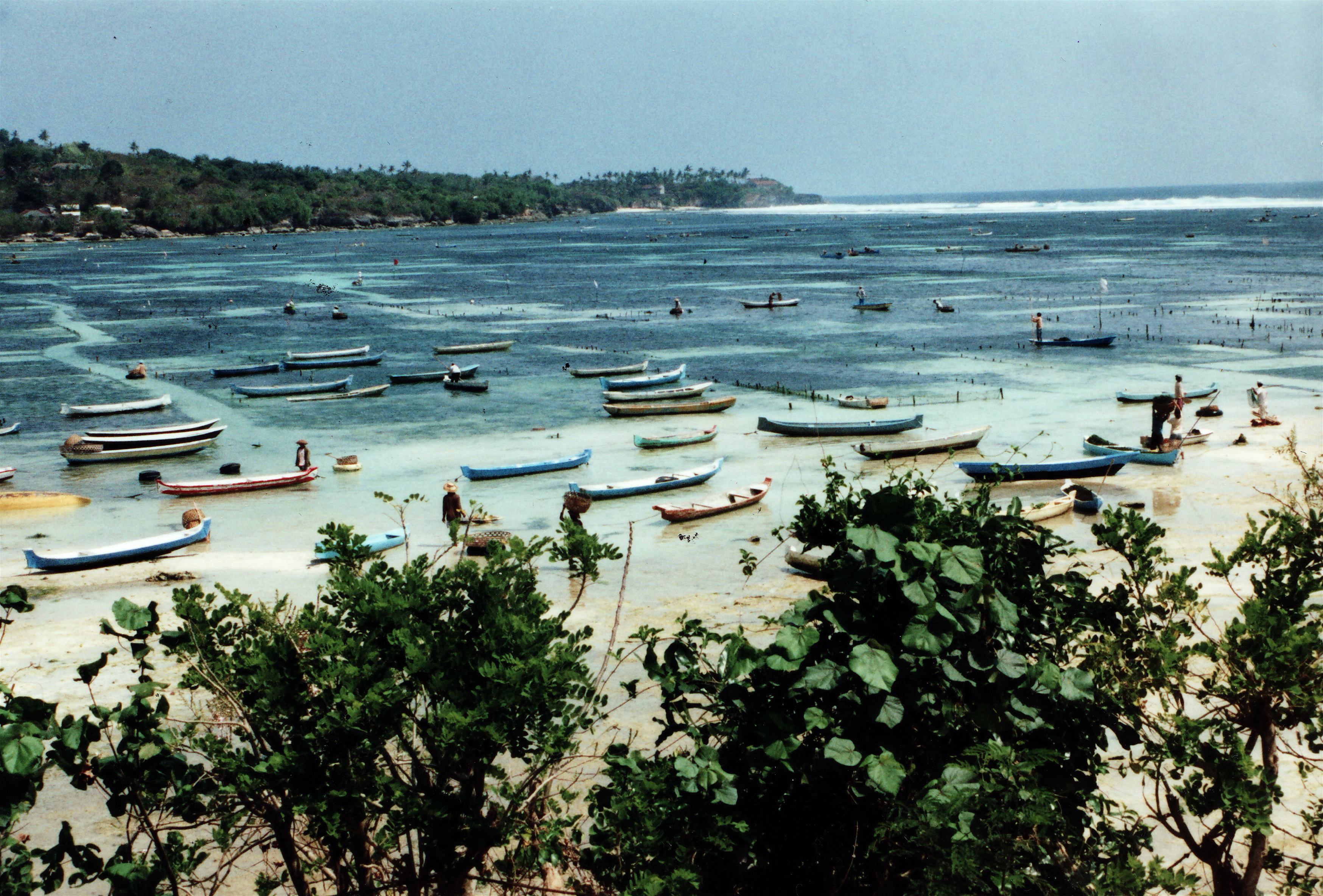